# Achaz
Achaz (hebr. ‏אָחָז‎, skrócona forma imienia Joachaz: „oby Jahwe uchwycił”) − król Judy w latach ok. 734−728 p.n.e. (daty sporne), współrządził od 735 lub wcześniej.
Był synem Jotama. Po śmierci ojca został królem. Wyznawał religię kananejską (pogańską) i „nawet syna swego przeprowadził przez ogień”.
Achaz został pokonany, kiedy Królestwo Izraela i Syria podczas wojny syro-efraimskiej przeprowadziły wspólny atak na Judę. Odrzucając radę proroka Izajasza, zwrócił się o pomoc do króla asyryjskiego Tiglat-Pilesera III i tak stał się mu poddanym. Po jego śmierci rządy objął jego syn Ezechiasz.
Jego żoną była Abbijja.